# Brasão de armas das Antilhas Neerlandesas

Brasão de armas usado entre 1986 e 2010

Brasão de armas anterior

O Brasão de armas das Antilhas Neerlandesas ou Antilhas Holandesas consistia num escudo, numa coroa e numa fita. O escudo em si mostrava cinco estrelas azuis sobre um fundo dourado, com uma borda vermelha. Estas cinco estrelas representavam as cinco ilhas das Antilhas Neerlandesas e também estavam representadas na bandeira. A coroa acima do escudo era a do soberano neerlandês. Sob o escudo tinha uma fita com o lema: Libertate Unanimus (em latim: "Unidos na Liberdade").
O presente brasão de armas foi adotado em 1 de janeiro de 1986, o dia em que Aruba separa-se das Antilhas Neerlandesas e adquiriu um estatuto à parte dentro do Reino dos Países Baixos.
O brasão de armas adotado em 1986 veio a substituiu a versão anterior, que tinha sido usada desde 23 de outubro de 1964. Esta versão continha seis estrelas: novamente uma para cada ilha, incluindo Aruba.